# Yucheng
Pour les articles homonymes, voir Yucheng (homonymie).
Yucheng (禹城 ; pinyin : Yǔchéng) est une ville de la province du Shandong en Chine. C'est une ville-district placée sous la juridiction administrative de la ville-préfecture de Dezhou.

## Démographie
La population du district était de 495 387 habitants en 1999.